# Lilith (Halsey)
Lilith è un singolo della cantante statunitense Halsey, pubblicato il 5 giugno 2023 come quarto estratto dal quarto album in studio If I Can't Have Love, I Want Power.
Il brano compare in versione solista nell'album, mentre la versione rilasciata come singolo è un remix che vede la collaborazione di Suga, rapper del gruppo musicale sudcoreano BTS. Il remix è stato utilizzato per la campagna promozionale del videogioco Diablo IV.

## Pubblicazione
Dopo la cancellazione del Manic World Tour a causa della pandemia di COVID-19, Halsey ha cominciato a lavorare al suo quarto album in studio. A inizio 2021 rivela di essere incinta, fattore che a posteriori si rivelerà molto influente sul tema del nuovo progetto. L'album, intitolato If I Can't Have Love, I Want Power e accompagnato dal lungometraggio omonimo, è stato annunciato ufficialmente il 7 luglio 2021 e pubblicato il 27 agosto successivo.
La cantante ha rivelato che Lilith è stato il primo brano scritto per l'album. Prima della pubblicazione di quest'ultimo, ha utilizzato Instagram per fornire indizi sui titoli delle canzoni incluse nel disco; per Lilith si è trattato del dipinto ad olio Lady Lilith di Dante Gabriel Rossetti (1866–1873), che ritrae per l'appunto Lilith, figura mitologica ebraica indicata come prima moglie di Adamo e successivamente come demone.
Il nome Lilith viene inoltre citato nella Bibbia come parte di un elenco di animali notturni (Isaia 34:14) e tradotto in questo caso con "civette". Come riferimento a ciò, Halsey ha incluso questo animale, definito come "la vigile civetta", nel lungometraggio pubblicato insieme al disco.
L'8 dicembre 2022, in occasione degli annuali The Game Awards, l'interprete si è esibita con il brano come parte della campagna promozionale di Diablo IV, in uscita l'anno successivo e che vede la presenza del demone Lilith. Sempre come parte della stessa campagna promozionale, il 5 giugno 2023 è stato pubblicato il remix del brano in collaborazione con Suga, recante la dicitura Diablo IV Anthem.

## Video musicale
Il video musicale è stato diretto da Henry Hobson con la produzione esecutiva della Blizzard Entertainment ed è stato pubblicato il 5 giugno 2023 su YouTube, in concomitanza con l'uscita del singolo.

## Tracce
Testi e musiche di Ashley Frangipane, Atticus Ross, Johnathan Carter Cunningham, Min Yoon-gi, Trent Raznor.
1. Lilith (feat. Suga) (Diablo IV Anthem) – 3:00